# Oudeschip
Oudeschip (en groningois : t Olschip) est un village de la commune néerlandaise de Het Hogeland, situé dans la province de Groningue. 

## Géographie
Le village est situé dans le nord-est de la commune, au sud d'Eemshaven.

## Histoire
Oudeschip fait partie de la commune d'Eemsmond avant le 1er janvier 2019, quand celle-ci est supprimée et fusionnée avec Bedum, De Marne et Winsum pour former la nouvelle commune de Het Hogeland.